# Słowo o wierze chrześcijańskiej i łacińskiej
Słowo o wierze chrześcijańskiej i łacińskiej – zabytek literatury staroruskiej; tekst polemiczny o wymowie antykatolickiej napisany około 1142 przez przełożonego monasteru kijowsko-pieczerskiego Teodozjusza Greka, najprawdopodobniej na prośbę księcia Izjasława Mścisławowicza. 

## Autorstwo i czas powstania tekstu
Do połowy XX wieku autorstwo Słowa… było kwestią sporną, a jako jego potencjalnych autorów wymieniano św. Teodozjusza Pieczerskiego oraz Teodozjusza Greka. Trudność w jednoznacznej identyfikacji twórcy wywodziła się z faktu, iż tekst ten występował w odpisach jako dzieło Teodozjusza igumena klasztoru Pieczerskiego (zachowano pisownię oryginału) napisane dla księcia Izjasława co tworzyło możliwość dwojakiej interpretacji autorstwa (Teodozjusz Grek piszący do Izjasława Mścisławowicza lub Teodozjusz Pieczerski zwracający się do Izjasława I). Obecnie jednak na podstawie analizy tekstu oraz pośrednich dowodów zewnętrznych za autora tekstu uważa się Teodozjusza Greka, zaś jako czas powstania dzieła - okres między rokiem 1142 a śmiercią Teodozjusza w 1158. Ks. Jan Sergiusz Gajek dopuszcza przy tym możliwość, że prośba księcia była jedynie fikcyjną przyczyną, za pomocą której mnich uzasadniał napisanie tak jednoznacznego w wymowie tekstu.

## Treść i wymowa utworu
Słowo… rozpoczyna się od zwrotu do adresata, określonego jako „książę Pobożny”, po którym następuje przedstawienie się przez twórcę, który mówi o sobie jako o Teodozjuszu, pokornym słudze Najświętszej Trójcy. 
Zasadniczą część tekstu stanowi przestroga kierowana w stronę księcia, by strzegł się „wiary łacińskiej”. Teodozjusz nakazuje nie tylko nie przyjmować katolicyzmu, ale również unikać naśladowania ich zwyczajów, nie zgadzać się na małżeństwa mieszane, nie jeść i nie pić w towarzystwie „łacinników”, a nawet nie pozdrawiać ich w razie przypadkowego spotkania. Konieczność takiego postępowania Teodozjusz uzasadnia fałszywością „wiary łacińskiej” i nieczystością życia jej wyznawców. 
Wątek ten zostaje rozwinięty w kolejnym ustępie, wypełnionym oskarżeniami pod adresem katolików, obejmujących zarówno sferę teologiczno-dogmatyczną, jak i moralno-obyczajową. Autor twierdzi, iż kapłani katoliccy, zamiast wchodzić w legalne związki małżeńskie, wikłają się w formalnie nielegalne związki i płodzą dzieci. Biskupów oskarża o ambicje polityczne i udział w wojnach, zaś cały Kościół – o stosowanie błędnych reguł postu. W części tej nie brakuje również twierdzeń uznawanych przez współczesnych badaczy za całkowicie przesadzone, jak zarzut jadania z psami i kotami czy jedzenia ogonów bobrów. Wśród oskarżeń natury teologicznej padają natomiast zarzuty błędnego przeprowadzania sakramentu chrztu oraz bezzasadnego dodania Filioque do Credo. 
W części końcowej następuje, skontrastowana z ustępem wcześniejszym, pochwała prawdziwej wiary prawosławnej, wzbogacona cytatami biblijnymi. Jednak nawet w tym momencie Teodozjusz ostrzega przed zbyt tolerancyjnym stosunkiem do „wiary łacińskiej”, twierdząc, że jej pochwała jest herezją. Jedyny wyjątek w zakresie postępowania wobec katolików ma stanowić sytuacja, w której prawosławny chrześcijanin widzi człowieka w biedzie – wówczas jego obowiązkiem jest pomóc mu, niezależnie od wyznania. 
Słowo…, napisane przez duchownego greckiego działającego na Rusi, jest tekstem całkowicie skupionym na ostrej krytyce katolicyzmu, co wpisuje się w ogólne tendencje panujące w religijnej literaturze staroruskiej. Podczas gdy duchownych ruskich cechowała postawa tolerancyjna i względnie otwarta wobec Kościoła łacińskiego, przybywający do Kijowa duchowni greccy reprezentowali zdecydowanie antykatolickie stanowisko. Ks. Gajek w szczególny sposób kontrastuje tekst Teodozjusza ze Słowem o zakonie i łasce metropolity kijowskiego Hilariona, w którym „Kraj Rzymski” występuje jako obszar całkowicie prawowierny i godny wspominania w modlitwach. Ten sam autor wskazuje na wyraźne związki tekstu Teodozjusza z wcześniejszą literaturą polemiczną powstającą w Bizancjum, której część była przekładana na język ruski. Teodozjusz powtórzył szereg wymienionych w nich zarzutów, tylko nieliczne natomiast sformułował samodzielnie.